# Fontaine-la-Gaillarde
Fontaine-la-Gaillarde település Franciaországban, Yonne megyében. Lakosainak száma 518 fő (2022. január 1.). Fontaine-la-Gaillarde Voisines, Pont-sur-Vanne, Villiers-Louis, Les Clérimois és Saligny községekkel határos.

## Népesség
A település népességének változása:
| Lakosok száma | 498  | 502  | 528  | 509  | 506  | 503  | 502  | 510  | 518  |
|               | 2013 | 2015 | 2016 | 2017 | 2018 | 2019 | 2020 | 2021 | 2022 |